# Pedicularia elegantissima
Pedicularia elegantissima là một loài ốc biển, là động vật thân mềm chân bụng sống ở biển trong họ Pediculariidae.